# VTV Cup 2011
Giải bóng chuyền nữ quốc tế VTV Cup 2011 là giải đấu lần thứ 8 với sự phối hợp tổ chức của Liên đoàn bóng chuyền Việt Nam và Đài Truyền hình Việt Nam. Giải đấu được tổ chức tại nhà thi đấu thể dục thể thao tỉnh Đắk Lắk. Giải đấu được sự tài trợ chính của Tập đoàn Sun Group, nên giải còn có tên gọi là Giải bóng chuyền nữ quốc tế VTV Sun Group Cup 2011. Các buổi truyền hình trực tiếp các trận đấu của Giải do ê kíp Ban Thể thao - Giải trí - Thông tin Kinh tế (VTV3) và Trung tâm Truyền hình Việt Nam tại TP Đà Nẵng (VTV Đà Nẵng) thực hiện, được truyền hình trực tiếp trên VTV2, VTV3 và Đài PT-TH Đắk Lắk (DRT).

## Các đội tham dự
- Việt Nam
- Kazakhstan
- Úc
- CHDCND Triều Tiên
- Bắc Kinh
- Nhật Bản
- Thái Lan
- Ngân hàng công nghiệp Hàn Quốc
- VTV Bình Điền Long An

## Giai đoạn vòng bảng

#### Bảng A
| Đội               | St | T | B | Vt | Vb | Ts   | Dt  | Db  | Ts   | Điểm |
| ----------------- | -- | - | - | -- | -- | ---- | --- | --- | ---- | ---- |
| CHDCND Triều Tiên | 3  | 3 | 0 | 9  | 1  | 9,00 | 241 | 166 | 1,45 | 6    |
| Việt Nam          | 3  | 2 | 1 | 7  | 3  | 2,33 | 235 | 192 | 1,22 | 5    |
| Kazakhstan        | 3  | 1 | 2 | 3  | 7  | 0,43 | 174 | 237 | 0,73 | 4    |
| Úc                | 3  | 0 | 3 | 1  | 9  | 0,11 | 191 | 246 | 0,78 | 3    |

#### Kết quả
| Ngày | Thời gian |                   | Điểm |                   | Set 1 | Set 2 | Set 3 | Set 4 | Set 5 | Tổng  | Nguồn |
| ---- | --------- | ----------------- | ---- | ----------------- | ----- | ----- | ----- | ----- | ----- | ----- | ----- |
| 9/7  | 21:30     | Việt Nam          | 3–0  | Úc                | 25–20 | 25–17 | 25–22 |       |       | 75–59 | Nguồn |
| 10/7 | 18:30     | CHDCND Triều Tiên | 3–0  | Kazakhstan        | 25–8  | 25–10 | 25–18 |       |       | 75–36 | Nguồn |
| 11/7 | 17:00     | Việt Nam          | 3–0  | Kazakhstan        | 25–16 | 25–11 | 25–15 |       |       | 75–42 | Nguồn |
| 12/7 | 14:30     | Úc                | 0–3  | CHDCND Triều Tiên | 17–25 | 15–25 | 13–25 |       |       | 45–75 | Nguồn |
| 13/7 | 13:00     | Kazakhstan        | 3–1  | Úc                | 21–25 | 25–23 | 25–17 | 25–22 |       | 96–87 | Nguồn |
| 13/7 | 18:00     | Việt Nam          | 1–3  | CHDCND Triều Tiên | 22–25 | 25–16 | 21–25 | 17–25 |       | 85–91 | Nguồn |

#### Bảng B
| Đội                            | St | T | B | Vt | Vb | Ts    | Dt  | Db  | Ts   | Điểm |
| ------------------------------ | -- | - | - | -- | -- | ----- | --- | --- | ---- | ---- |
| Nhật Bản                       | 4  | 4 | 0 | 12 | 1  | 12,00 | 322 | 234 | 1,38 | 8    |
| Bắc Kinh                       | 4  | 3 | 1 | 9  | 5  | 1,80  | 330 | 303 | 1,09 | 7    |
| Ngân hàng công nghiệp Hàn Quốc | 4  | 2 | 2 | 7  | 8  | 0,88  | 290 | 343 | 0,85 | 6    |
| Thái Lan                       | 4  | 1 | 3 | 6  | 9  | 0,67  | 311 | 328 | 0,95 | 5    |
| VTV Bình Điền Long An          | 4  | 0 | 4 | 1  | 12 | 0,08  | 225 | 322 | 0,70 | 4    |

#### Kết quả
| Ngày | Thời gian |                                | Điểm |                                | Set 1 | Set 2 | Set 3 | Set 4 | Set 5 | Tổng   | Nguồn |
| ---- | --------- | ------------------------------ | ---- | ------------------------------ | ----- | ----- | ----- | ----- | ----- | ------ | ----- |
| 9/7  | 16:00     | Nhật Bản                       | 3–1  | Thái Lan                       | 22–25 | 25–22 | 25–23 | 25–13 |       | 97–82  | Nguồn |
| 9/7  | 18:30     | Ngân hàng công nghiệp Hàn Quốc | 1–3  | Bắc Kinh                       | 18–25 | 20–25 | 25–22 | 24–26 |       | 87–98  | Nguồn |
| 10/7 | 14:30     | VTV Bình Điền Long An          | 1–3  | Bắc Kinh                       | 21–25 | 19–25 | 25–22 | 17–25 |       | 82–97  | Nguồn |
| 10/7 | 16:30     | Nhật Bản                       | 3–0  | Ngân hàng công nghiệp Hàn Quốc | 25–19 | 25–17 | 25–16 |       |       | 75–50  | Nguồn |
| 11/7 | 14:30     | Thái Lan                       | 2–3  | Ngân hàng công nghiệp Hàn Quốc | 19–25 | 22–25 | 25–13 | 25–17 | 13–15 | 104–95 | Nguồn |
| 11/7 | 19:00     | VTV Bình Điền Long An          | 0–3  | Nhật Bản                       | 10–25 | 14–25 | 18–25 |       |       | 42–75  | Nguồn |
| 12/7 | 17:00     | Bắc Kinh                       | 0–3  | Nhật Bản                       | 21–25 | 23–25 | 16–25 |       |       | 60–75  | Nguồn |
| 12/7 | 19:00     | Thái Lan                       | 3–0  | VTV Bình Điền Long An          | 25–22 | 25–16 | 25–14 |       |       | 75–52  | Nguồn |
| 13/7 | 15:00     | VTV Bình Điền Long An          | 0–3  | Ngân hàng công nghiệp Hàn Quốc | 13–25 | 17–25 | 19–25 |       |       | 49–75  | Nguồn |
| 13/7 | 20:00     | Thái Lan                       | 0–3  | Bắc Kinh                       | 23–25 | 22–25 | 14–25 |       |       | 59–75  | Nguồn |

## Vòng tranh thứ hạng 1–4
|  | Bán kết                   | Bán kết  |                           |   | Chung kết | Chung kết |
|  |                           |          |                           |   |           |           |
|  | 15-7-2011 – Buôn Ma Thuột |          |                           |   |           |           |
|  |                           |          |                           |   |           |           |
|  | CHDCND Triều Tiên         | 1        |                           |   |           |           |
|  | CHDCND Triều Tiên         | 1        | 16-7-2011 – Buôn Ma Thuột |   |           |           |
|  | Bắc Kinh                  | 3        |                           |   |           |           |
|  | Bắc Kinh                  | 3        | Bắc Kinh                  | 0 |           |           |
|  | 15-7-2011 – Buôn Ma Thuột |          | Bắc Kinh                  | 0 |           |           |
|  |                           | Nhật Bản | 3                         |   |           |           |
|  | Nhật Bản                  | Nhật Bản | 3                         | 3 |           |           |
|  | Nhật Bản                  |          |                           | 3 |           |           |
|  | Việt Nam                  | 1        |                           |   |           |           |
|  | Việt Nam                  | 1        | Tranh giải ba             |   |           |           |
|  |                           |          |                           |   |           |           |
|  | 16-7-2011 – Buôn Ma Thuột |          |                           |   |           |           |
|  |                           |          |                           |   |           |           |
|  | CHDCND Triều Tiên         | 0        |                           |   |           |           |
|  | CHDCND Triều Tiên         | 0        |                           |   |           |           |
|  | Việt Nam                  | 3        |                           |   |           |           |

### Bán kết
| Ngày | Thời gian |                   | Điểm |          | Set 1 | Set 2 | Set 3 | Set 4 | Set 5 | Tổng   | Nguồn |
| ---- | --------- | ----------------- | ---- | -------- | ----- | ----- | ----- | ----- | ----- | ------ | ----- |
| 15/7 | 15:00     | CHDCND Triều Tiên | 1–3  | Bắc Kinh | 26–28 | 15–25 | 25–15 | 24–26 |       | 90–94  | Nguồn |
| 15/7 | 20:00     | Nhật Bản          | 3–1  | Việt Nam | 22–25 | 31–29 | 25–23 | 25–20 |       | 103–97 | Nguồn |

### Tranh hạng 3
| Ngày | Thời gian |                   | Điểm |          | Set 1 | Set 2 | Set 3 | Set 4 | Set 5 | Tổng  | Nguồn |
| ---- | --------- | ----------------- | ---- | -------- | ----- | ----- | ----- | ----- | ----- | ----- | ----- |
| 16/7 | 18:30     | CHDCND Triều Tiên | 0–3  | Việt Nam | 23-25 | 17-25 | 17-25 |       |       | 57–75 | Nguồn |

### Chung kết
| Ngày | Thời gian |          | Điểm |          | Set 1 | Set 2 | Set 3 | Set 4 | Set 5 | Tổng  | Nguồn |
| ---- | --------- | -------- | ---- | -------- | ----- | ----- | ----- | ----- | ----- | ----- | ----- |
| 16/7 | 21:00     | Bắc Kinh | 0–3  | Nhật Bản | 19–25 | 23–25 | 21–25 |       |       | 57–75 |       |

## Vòng tranh thứ hạng 5–8
|  | Tranh hạng 5–8                 | Tranh hạng 5–8                 |                           |   | Tranh hạng 5 | Tranh hạng 5 |
|  |                                |                                |                           |   |              |              |
|  | 15-7-2011 – Buôn Ma Thuột      |                                |                           |   |              |              |
|  |                                |                                |                           |   |              |              |
|  | Kazakhstan                     | 0                              |                           |   |              |              |
|  | Kazakhstan                     | 0                              | 16-7-2011 – Buôn Ma Thuột |   |              |              |
|  | Thái Lan                       | 3                              |                           |   |              |              |
|  | Thái Lan                       | 3                              | Thái Lan                  | 3 |              |              |
|  | 15-7-2011 – Buôn Ma Thuột      |                                | Thái Lan                  | 3 |              |              |
|  |                                | Ngân hàng công nghiệp Hàn Quốc | 2                         |   |              |              |
|  | Ngân hàng công nghiệp Hàn Quốc | Ngân hàng công nghiệp Hàn Quốc | 2                         | 3 |              |              |
|  | Ngân hàng công nghiệp Hàn Quốc |                                |                           | 3 |              |              |
|  | Úc                             | 0                              |                           |   |              |              |
|  | Úc                             | 0                              | Tranh hạng 7              |   |              |              |
|  |                                |                                |                           |   |              |              |
|  | 16-7-2011 – Buôn Ma Thuột      |                                |                           |   |              |              |
|  |                                |                                |                           |   |              |              |
|  | Kazakhstan                     | 3                              |                           |   |              |              |
|  | Kazakhstan                     | 3                              |                           |   |              |              |
|  | Úc                             | 1                              |                           |   |              |              |

### Tranh hạng 5–8
| Ngày | Thời gian |                                | Điểm |          | Set 1 | Set 2 | Set 3 | Set 4 | Set 5 | Tổng  | Nguồn |
| ---- | --------- | ------------------------------ | ---- | -------- | ----- | ----- | ----- | ----- | ----- | ----- | ----- |
| 15/7 | 13:00     | Kazakhstan                     | 0–3  | Thái Lan | 19–25 | 17–25 | 19–25 |       |       | 55–75 | Nguồn |
| 15/7 | 18:30     | Ngân hàng công nghiệp Hàn Quốc | 3–0  | Úc       | 25–16 | 25–23 | 25–15 |       |       | 75–54 | Nguồn |

### Tranh hạng 7
| Ngày | Thời gian |            | Điểm |    | Set 1 | Set 2 | Set 3 | Set 4 | Set 5 | Tổng   | Nguồn |
| ---- | --------- | ---------- | ---- | -- | ----- | ----- | ----- | ----- | ----- | ------ | ----- |
| 16/7 | 13:00     | Kazakhstan | 3–1  | Úc | 21–25 | 26–24 | 25–21 | 29–27 |       | 101–97 | Nguồn |

### Tranh hạng 5
| Ngày | Thời gian |          | Điểm |                                | Set 1 | Set 2 | Set 3 | Set 4 | Set 5 | Tổng    | Nguồn |
| ---- | --------- | -------- | ---- | ------------------------------ | ----- | ----- | ----- | ----- | ----- | ------- | ----- |
| 16/7 | 15:00     | Thái Lan | 3–2  | Ngân hàng công nghiệp Hàn Quốc | 20–25 | 25–23 | 18–25 | 25-22 | 16-14 | 103–108 | Nguồn |

## Xếp hạng chung cuộc
| Xếp hạng | Đội bóng                       |
| -------- | ------------------------------ |
|          | Nhật Bản                       |
|          | Bắc Kinh                       |
|          | Việt Nam                       |
| 4        | CHDCND Triều Tiên              |
| 5        | Thái Lan                       |
| 6        | Ngân hàng công nghiệp Hàn Quốc |
| 7        | Kazakhstan                     |
| 8        | Úc                             |
| 9        | VTV Bình Điền Long An          |

## Các giải thưởng cá nhân
- Most Valuable Player:  Nhật Bản Minamoto Asuka
- Best Spiker:  Bắc Kinh Liu Xiaotong
- Best Blocker:  Bắc Kinh Qiao Ting
- Best Setter:  Nhật Bản Yamaguchi Kaname
- Best Server:  Việt Nam Nguyễn Thị Ngọc Hoa
- Best Scorer:  CHDCND Triều Tiên Jong Jin Sim
- Best Libero:  Nhật Bản Iwanaga Marie
- Miss VTV Sun Group Cup 2011:  Ngân hàng công nghiệp Hàn Quốc Ji Jung Hee